# Jämtlandsdräll
Jämtlandsdräll är liksom daldrällen en förenklad variant av vävtekniken dräll. Jämtladsdrällen består av tuskaftsbotten och mönstertrådar över vissa ytor och är tätare bunden än daldrällen.